# 미란다 (위성)
미란다(영어: Miranda) 또는 천왕성 V(영어: Uranus V)는 천왕성의 둥근 다섯 개의 위성 중 가장 작고 가장 안쪽에 위치한 위성이다. 다른 천왕성의 위성들처럼, 미란다는 천왕성의 적도면에 가깝게 공전한다. 천왕성이 심하게 기울어진 채로 태양 주위를 돌고 있기 때문에, 미란다의 궤도 또한 황도에 대해 거의 수직이고 천왕성처럼 극적인 계절 주기가 반복된다. 미란다의 지름은 약 470 km이어서 태양계의 천체 중 정역학적 평형을 이룬 천체 중 가장 작은 천체들 중 하나이다(토성의 위성 미마스만 미란다보다 작다).
미란다는 태양계 천체 중 가장 거친 지형을 가지고 있다. 베로나 절벽이라고 불리는 5~10 km 높이의 절벽은 태양계에서 가장 큰 절벽으로, "코로네"(coronae)라고 불리는 V자형 판 지형이다. 이 거친 지형이 어떻게 생겨나고 변화해 왔는지는 아직도 잘 이해되지 못하고 있고, 미란다의 형성에 대해서도 여러 이론이 존재한다.
미란다는 1948년 2월 16일 제러드 카이퍼가 멕도널드 천문대에서 발견하였고, 윌리엄 셰익스피어의 템페스트에 나오는 미란다의 이름을 따 이름을 지었다.
유일한 근접 사진은 1986년 1월 천왕성을 지나쳐가던 보이저 2호가 촬영한 것으로, 근접통과 도중 미란다의 남반구가 태양을 보고 있었기 때문에 남반구에 대한 연구만 진행하였었다.

## 발견 및 작명
미란다는 1948년 2월 16일 천문학자 제러드 카이퍼가 멕도널드 천문대의 2080 mm 오토 스트루베 망원경을 사용하여 발견하였으며, 미란다가 천왕성 주변을 도는 모습은 같은 해 3월 1일에 확인되었다. 미란다는 근 100년 동안 처음으로 발견된 천왕성의 위성이었다. 카이퍼는 이 위성의 이름을 윌리엄 셰익스피어의 작품 템페스트의 등장인물 미란다로 지었는데, 그 이유는 나머지 네 위성, 아리엘, 움브리엘, 티타니아, 오베론도 셰익스피어나 알렉산더 포프의 작품에 나오는 등장인물의 이름이기 때문이었다. 하지만 나머지 위성들은 요정들의 이름을 딴 데 비해, 미란다는 인간이다. 그 뒤에 발견된 천왕성의 위성들은 요정 여부에 상관없이 셰익스피어 작품의 등장인물의 이름을 땄다.

## 궤도
천왕성의 다섯 원형 위성들 중 미란다의 궤도가 가장 천왕성에 가깝고(129,000 km), 이는 천왕성의 고리중 가장 먼 고리가 천왕성에서 떨어진 거리의 4분의 5이다. 미란다의 공전 주기는 34시간이고, 달처럼 조석 고정되어 있어 천왕성을 향해 항상 한 쪽 면만을 보인다. 미란다의 궤도 경사(4.34°)는 행성에 가까이 붙어 있는 위성치고는 상당히 크고, 다른 천왕성의 위성들의 궤도 경사의 대략 열 배 정도이다. "대략"인 이유는 이 현상을 설명할 궤도 공명 현상이 위성 간에 없고, 따라서 과거에 미란다가 움브리엘과 3:1의 궤도 공명을 갖고 있었고, 어떠한 사건으로 인하여 이 궤도 공명이 깨졌다는 이론으로 이어진다. 천왕성계(系)에서는, 천왕성의 편평도가 낮고 위성들에 비해 행성이 상대적으로 크기 때문에, 궤도 공명에서 탈출하는 것은 목성이나 토성의 위성들보다 더 쉽다.

## 물리적 성질

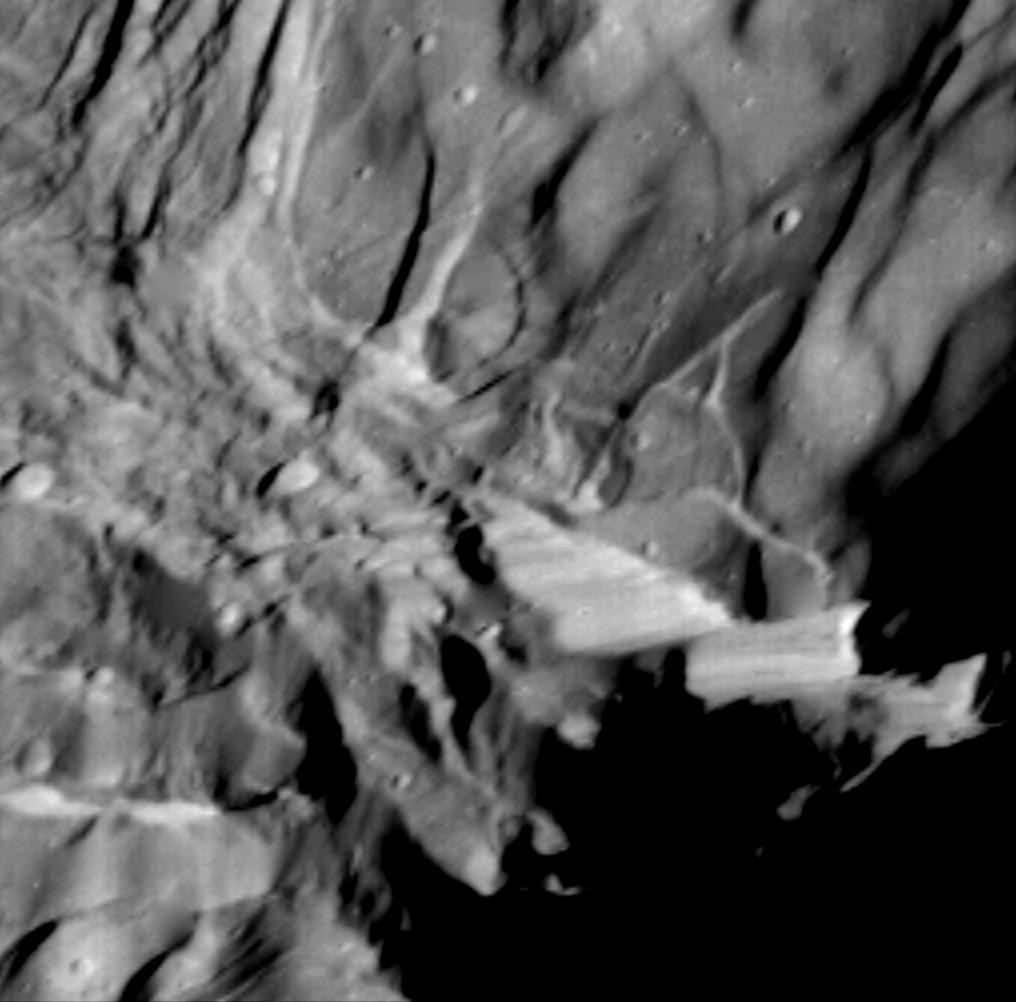
베로나 절벽의 근접 사진. 미란다의 커다란 급경사들은 5 km 높이로 보인다. 사진은 1986년 1월 보이저 2호 탐사선이 촬영하였다.

미란다의 밀도는 1.2 g/cm3으로, 천왕성의 다섯 원형 위성들 중 가장 밀도가 낮다. 미란다의 밀도 값을 통해, 얼음이 60% 이상 존재할 가능성이 제기되었다. 미란다의 표면은 대부분 얼음인 것으로 보이고, 밀도가 낮기 때문에 내부에 규산염과 유기 물질이 있을 가능성이 있다.
미란다의 표면은 여러 지형들이 거대한 협곡을 경계로 조각조각 이어진 모습이고, 이는 과거에 미란다에 극심한 지질 활동이 있었음을 시사하고 있다. 미란다의 표면에는 태양계에서 가장 큰 절벽인 베로나 절벽이 있고, 높이는 약 5 km로 추정된다. 충돌구 개수 측정을 통해 미란다의 지형 중 몇몇은 채 1억 년이 되지 않았다는 사실을 알 수 있고, 이를 통해 미란다가 아직도 지질학적으로 살아 있는 천체일 수 있다는 의문점이 제기된다.
미란다의 남반구에는 "경주 트랙"을 닮은 세 개의 커다란 고랑 구조가 있는데, 길이는 200 km이고 깊이는 20 km로, 코로나라고 불린다. 세 코로나의 이름은 각각 아드렌, 엘시노어, 인버르네스로 셰익스피어의 연극에서 따 왔으며, 최상부의 다이어피어 현상이나 따뜻한 얼음이 위로 떠올라서 생긴 지형으로 추정된다. 컴퓨터 시뮬레이션을 통하여 미란다의 촬영되지 않은 부분에 추가적인 코로나가 있을 것이라고 추정되고 있다.
산등성이들은 지형이 옆으로 확장되며 생겨난 지형으로 보이며, 협곡들은 바깥쪽에서 일어난 활동으로 인해 생겨난 지구라고 생각된다. 다른 지형들은 얼음화산의 얼음 마그마 분출로 인해 생겨났을 수도 있다. 다이어피어들은 미란다 내부의 밀도 분배를 바꾸었을 것이라고 생각되며, 이 연유로 미란다가 스스로를 재조립했을 수도 있다. 이 과정은 토성의 위성 엔셀라두스에서 일어났을 것이라고 여겨지는 현상과 동일하다.
미란다의 과거 지질 활동은 움브리엘과의 궤도 공명으로 생겨난 조석 가열로 인하여 일어났다고 여겨지고 있다. 이 궤도 공명은 궤도 이심률을 증가시켰을 것으로, 천왕성으로부터의 기조력이 시간에 따라 달라지며 미란다 내부를 덥혔을 것이다.
또한 미란다는 아리엘과 한때 5:3 궤도 공명을 가졌을 것이라고도 생각되는데, 이 경우에도 내부를 덥히는 데 도움이 된다. 하지만 움브리엘과의 궤도 공명으로 인해 발생한 열이 약 3배 정도 더 컸으리라고 추측된다.
보이저 2호가 천왕성에 도착한 직후에 발표된 이론 중 하나로, 미란다의 특이 지형은 미란다가 과거에 거대한 운석 충돌을 겪어 위성이 산산조각났다가 조각들이 다시 뭉쳐 현재의 기괴한 지형을 만들었다는 이론이 있었다.

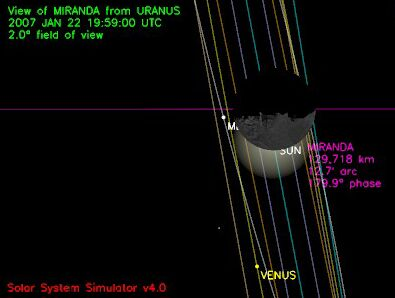
2007년 12월 7일, 미란다가 자신의 분점에서 천왕성의 중심부에 잠깐이나마 일식 현상을 만들어내고 있다.

과학자들은 다음과 같은 지질학적 지형들이 미란다에 있다고 찾아내었다.
- 운석 충돌구
- 코로나 (커다란 알모양곡선 지형)
- 지역(Regiones) (지질학적 지역)
- 단층애
- 평행한 고랑들

## 관측 및 탐사
미란다의 겉보기 등급은 +16.6으로, 대부분의 아마추어 천문학자들은 관측하기 힘들다. 사실상 미란다의 지질에 대해 아는 것은 전부 1986년 보이저 2호의 천왕성 근접 통과 때 얻어진 것이다.

## 같이 보기
- 천왕성의 위성
- 조석 가열
- 엔셀라두스